# Invincible (série de televisão)
Invincible (bra/por: Invencível) é uma série animada de televisão norte americana de super-herói destinada ao público adulto, baseada no personagem Mark Grayson da revista em quadrinhos de mesmo nome criada por Robert Kirkman, que estreou no serviço de vídeo sob demanda Amazon Prime Video em março de 2021, com as vozes de Steven Yeun, Sandra Oh e JK Simmons, sobre a vida um adolescente normal, filho do super-herói mais poderoso do planeta, que próximo a juventude desenvolve poderes e passa a ser tutelado pelo pai.

## Elenco e vozes originais

### A Família Grayson
- Steven Yeun como Mark Grayson, o Invincible:[6] o herói homônimo e personagem principal, que inicia como um jovem de 17 anos que, depois ganha seus tão esperados poderes, descobre a dura realidade de ser um super-herói. Ele é vagamente baseado em Superboy e Peter Parker.
- Sandra Oh como Debbie Grayson: mãe de Mark e esposa de Omni-Man. Debbie é uma corretora de imóveis que se adaptou bastante ao fato de ser casada com um super-herói que as aventuras usuais não a incomodam mais. Ela lentamente percebe uma mudança no comportamento de Nolan após sua hospitalização. Ela é vagamente baseada em Lois Lane .
- JK Simmons como Nolan Grayson, o Omni-Man: pai de Mark, marido de Debbie e o herói mais forte da Terra. Nascido no planeta Viltrum, uma raça alienígena poderosa, Nolan se ofereceu para viver na Terra mais de 20 anos antes da série para protege-la, pouco tempo depois que seus pais morreram. Ele é vagamente baseado no Superman .

### Os Guardiões Globais
Os Guardiões do Globo são uma equipe de super-heróis que possui associação com o Omni-Man. Por razões desconhecidas, Omni-Man secretamente os massacra em um falso sinal de invocação, o que faz com que uma nova equipe seja formada.

#### Membros originais
- Lauren Cohan como Holly, a Mulher Marcial:[7] uma poderosa guerreira e co-benfeitora dos Guardiões. Ela é vagamente baseada na Mulher Maravilha .
- Sonequa Martin-Green como Vulto verde: uma super-heroína em um corpo verde envolto em poderes fantasmagóricos. Ela é um pastiche solto do Lanterna Verde com alguns dos poderes do Caçador de Marte . O personagem teve seu gênero trocado dos quadrinhos da série.
- Chad L. Coleman como Marciano: um herói marciano exilado e mutante. Sua origem e conjunto de poder são vagamente inspirados no Martian Manhunter .
- Michael Cudlitz como Vento vermelho: um super velocista russo e o primeiro a responder da equipe. Ele é vagamente baseado no Flash . Sua morte faz parte de um complô com sua viúva Olga.
- Lennie James Como Asa negra: um gadget que usa o cruzado de capa e co-benfeitor dos Guardiões. Ele é vagamente baseado no Batman .
- Ross Marquand como o Imortal e Aquário: o Immortal é o líder dos Guardiões e tem sido por décadas. Immortal é vagamente baseado em uma fusão Vandal Savage / Superman.
  - Marquand também dá voz a Aquário, um homem-peixe hidrocinético da nação de Atlântida. Aquarius é vagamente baseado no Aquaman .

#### Novos membros
- Zachary Quinto como Rudy Connors, o Robot: visto como uma máquina autoconsciente, o novo líder dos Guardiões e anteriormente o líder da Equipe Adolescente seus membros se fundiram com os novos Guardiões. Na realidade, Robot é a extensão cibernética do tanque de confinamento de Rudy Connors. Ele é vagamente inspirado em Vision da Marvel Comics e Robotman da DC Comics.
- Gillian Jacobs como Samantha Eve Wilkins, o Atom Eve: uma super-heroína manipuladora de matéria / energia, ex-integrante da equipe adolescente selecionada para se juntar à nova lista de Guardiões. Ela desiste devido ao seu namorado Rex a traindo com Kate. Ela é o guia de Invincible para o mundo dos super-heróis e seu primeiro amigo super-herói. Depois que Rex a traiu, ela luta para encontrar um significado em continuar como uma heroína. Ela é um pastiche solto de Mary Jane Watson e Carol Ferris .
- Jason Mantzoukas como Rex Sloan, o rexplosão: um super-herói que pode carregar energia potencial para transformar qualquer coisa que ele toca em bombas, ex-integrante da Equipe Adolescente selecionada para se juntar à nova lista de Guardiões. Misbelieving Eve estava namorando Invincible, Rex a trai com Kate, fazendo-a deixar o time. Ele é naturalmente incorrigível e hostil ao Invincible. Seus poderes são vagamente inspirados em Gambit of the X-Men .
- Malese Jow como Kate Cha, a Dupli-Kate: uma super-heroína que se auto-reproduz, ex-integrante da Equipe de Adolescentes selecionada para se juntar à lista dos novos Guardiões. Acreditando que Eve estava namorando Invincible, ela arruinou a amizade deles ao trair Rex. Ela é vagamente inspirada em Triplicate Girl e Multiple Man .
- Gray Griffin como Shrinking Rae:uma super-heroína manipuladora de tamanho, selecionada para se juntar à nova lista de Guardiões. Ela é vagamente inspirada por Doll Girl, Atom e Ant-Man, com seu nome sendo uma referência ao Shrink Ray . O personagem teve seu gênero trocado dos quadrinhos da série,na dublagem brasileira seu nome foi adaptado para encolhedora 
  - Griffin também dubla Amanda, a Monster Girl, com a ajuda de Kevin Michael Richardson, um mulher de 24 anos que envelhece a cada uso de seus poderes para se tornar um troll. Ela começa a série fisicamente aos 12 anos. Griffin dá voz a Amanda enquanto Richardson dá voz à forma de troll da Garota Monstro. Esta metade do personagem é vagamente baseada no Hulk e no She-Hulk .
  - Griffin também dá voz a Olga, a viúva de vento vermelho, vagamente baseada em Iris West. Devastada e furiosa, vende sua casa para voltar para a Rússia. Esta função não aparece no Amazon X-Ray.
- Khary Payton como Sansão negro:[8][9][10][11][12][13] um super-herói sem energia que agora usa uma armadura de combate especial. Ele já foi um Guardião nos primeiros dias da equipe, mas saiu devido a sua depuração. Ele é vagamente baseado no Homem de Ferro, com seu nome e história de fundo e poderes sendo alegóricos ao de Sansão .

### Agência de Defesa Global
O GDA coordena respostas de super-heróis globalmente e utiliza tecnologia avançada para acelerar a recuperação ou ressuscitação após a morte. A organização é vagamente baseada na SHIELD da Marvel Comics.
- Walton Goggins como Cecil Stedman: diretor do GDA, ele supervisiona todas as operações relacionadas ao mundo dos super-heróis ajudado por sua capacidade de teletransporte e cordas em Invincible, uma vez que ele começa como um herói. Após a morte dos Guardiões do Globo, ele também conclui a culpabilidade de Omni-Man com Damien Darkblood, mas bane o demônio de volta para o Inferno, precisando saber o motivo principal, e expor Nolan muito cedo iria impedir isso. Ele é vagamente baseado em Nick Fury .
- Chris Diamantopoulos como Donald Ferguson: um agente de alto escalão da GDA que atua diretamente sob o comando de Cecil Stedman. Apesar de ser ateu, Donald mostra uma preocupação crescente com Damien Darkblood,mais tarde na série e revelado que ele é um cyborg,ele é vagamente baseado em Maria Hill .
  - Diamantopoulos também dubla o vilão Doc Seismic, um cientista louco gerador de terremotos.

### Coalizão de planetas
- Seth Rogen como Allen o alien: um assessor dos candidatos a membros da Coalizão. Allen veio à Terra há 15 anos quando confundiu a Terra com Urath,planeta de som muito semelhante.

### Outros personagens
- Andrew Rannells como William Clockwell: o melhor amigo e confidente de Mark
- Zazie Beetz como Amber Bennett: uma colega de classe de Mark, vagamente baseada em Gwen Stacy, que começou a sair com ele depois de defendê-la contra Todd. Amber foi redesenhada de sua fonte de quadrinhos para se parecer com sua dubladora para a série.
- Clancy Brown como Damien Darkblood: um detetive demônio que escapou do inferno e trabalha para fazer justiça aos outros para prolongar sua permanência na Terra. Um frio repentino na temperatura ambiente precede sua presença. Ele é vagamente baseado em Hellboy, Etrigan the Demon e Rorschach .
- Kevin Michael Richardson como os Irmãos demolidores: super-humanos superpoderosos de pele azul e antigos adversários dos Guardiões. Ambos proclamam ser o original enquanto afirmam que o outro é um clone,seu nome o original era "maulers twins"
- Mark Hamill como Art Rosenbaum: um alfaiate e amigo antigo de muitos super-heróis, incluindo Omni-Man, que costura seus super-ternos.
- Mahershala Ali como Titã:[7]</ref> um executor do crime que gera uma armadura de pele de pedra à vontade com uma frase de efeito. Um Mark mascarado o conhece antes de obter seu nome Invincible. Ele é vagamente baseado em Tombstone da Marvel Comics.
- Mae Whitman como Fightmaster e Dropkick
  - Whitman também dá voz a Connie, colega de trabalho da War Woman e amante da identidade civil do herói.
- Max Burkholder como Oliver Grayson: meio-irmão de Mark.
  - Burkholder também dubla Matt, o enteado de Steve.
- Michael Dorn como Thokk, o Battle Beast:[14] um guerreiro alienígena de aparência felina que viaja pelo espaço procurando um inimigo digno para a batalha,ele é vagamente baseado no Mongul e Kraven o caçador
- Ezra Miller como DA Sinclair:  um cientista e estudante universitário.
- Nicole Byer como Vanessa e Fiona
- Jeffrey Donovan como face mecânica: um senhor do crime ciborgue.
- Jonathan Groff como Rick Sheridan.namorado de William Clockwell
- Jon Hamm como Steve: um guarda da Casa Branca.
- Djimon Hounsou como imperador marciano: o governante do povo marciano, e colocou o planeta em quarentena devido a parasitas intergalácticos. Amazon X-Ray  identifica erroneamente o líder de Flaxan no episódio 2 como o imperador marciano.
- Justin Roiland como Frat-Bro Douche, Punk Kid[15]
- Reginald VelJohnson como Diretor Winslow:[16] Diretor do colégio de Mark. Ele foi batizado em homenagem a Carl Winslow, o papel mais conhecido de VelJohnson em Family Matters .
  - A escola leva o seu nome nas cenas de estabelecimento do edifício.
- Nickie Bryar dá voz a vários personagens de fundo

## Episódios
| Temporada | Temporada | Episódios | Episódios           | Originalmente exibido  | Originalmente exibido  |
| Temporada | Temporada | Episódios | Episódios           | Estreia da temporada   | Final da temporada     |
| --------- | --------- | --------- | ------------------- | ---------------------- | ---------------------- |
|           | 1         | 8         | 8                   | 25 de março de 2021    | 29 de abril de 2021    |
|           | Especial  | Especial  | Especial            | 21 de julho de 2023    | 21 de julho de 2023    |
|           | 2         | 8         | 4                   | 3 de novembro de 2023  | 24 de novembro de 2023 |
| 4         | 2         | 8         | 14 de março de 2024 | 4 de abril de 2024     |                        |
|           | 3         | 8         | 8                   | 6 de fevereiro de 2025 | 13 de março de 2025    |

### Temporada 1 (2021)
| N.º geral | N.º na temp. | Título                                                           | Dirigido por              | Escrito por     | Exibição original   |
| --- | ------------ | ---------------------------------------------------------------- | ------------------------- | --------------- | ------------------- |
| 1 | 1            | "It's About Time" "(Já estava na hora)" (BR)                     | Robert Valley             | Robert Kirkman  | 25 de março de 2021 |
| O sonho de Mark Grayson se torna realidade após herdar os superpoderes de seu pai. Mas ser um herói é muito mais do que apenas escolher um nome ou um traje.                        |              |                                                                  |                           |                 |                     |
| 2 | 2            | "Here Goes Nothing" "(Ou vai ou racha)" (BR)                     | Paul Furminger            | Simon Racioppa  | 25 de março de 2021 |
| Com seu pai incapacitado, Mark luta para defender a cidade contra uma invasão de outra dimensão, unindo forças com uma equipe de super-heróis adolescentes.                         |              |                                                                  |                           |                 |                     |
| 3 | 3            | "Who You Calling Ugly?" "(Quem você chamou de feia?)" (BR)       | Jeff Allen                | Chris Black     | 25 de março de 2021 |
| Mark fura um encontro para estudar para salvar o Monte Rushmore de um cientista maluco. Já Robô precisa suar para montar uma nova equipe de super-heróis.                           |              |                                                                  |                           |                 |                     |
| 4 | 4            | "Neil Armstrong, Eat Your Heart Out" "(Problemas em Marte)" (BR) | Cory Evans                | Ryan Ridley     | 1 de abril de 2021  |
| Mak enfrenta duas situações inéditas: seu primeiro encontro e sua primeira viagem a outro planeta. Enquanto isso, Nolan e Debbie vão ao local de seu primeiro encontro.             |              |                                                                  |                           |                 |                     |
| 5 | 5            | "That Actually Hurt" "(Essa doeu de verdade)" (BR)               | Jay Baker                 | Christine Lavaf | 8 de abril de 2021  |
| Confiante com suas novas habilidades, Mark alia-se a um vilão local para derrubar um senhor do crime, ao mesmo tempo que tenta manter os estudos em dia e um novo relacionamento.   |              |                                                                  |                           |                 |                     |
| 6 | 6            | "You Look Kinda Dead" "(Eu só quero o progresso)" (BR)           | Paul Furminger / Jae Harm | Curtis Gwinn    | 15 de abril de 2021 |
| Mark junta-se a William e Amber em uma visita ao campus da Universidade Upstate, esperando descobrir um novo futuro para ele próprio. Enquanto isso, Deb descobre algo perturbador. |              |                                                                  |                           |                 |                     |
| 7 | 7            | "We Need to Talk" "(Precisamos conversar)" (BR)                  | Vinton Heuck              | Simon Racioppa  | 22 de abril de 2021 |
| Confuso e perdido, Mark pede conselhos a Eve. Enquanto isso, todos procuram por ele.                                                                                                |              |                                                                  |                           |                 |                     |
| 8 | 8            | "Where I Really Come From" "(A verdade)" (BR)                    | William Ruzicka           | Robert Kirkman  | 29 de abril de 2021 |
| Mark precisa provar que ele se tornou o herói que sempre quis ser parando uma força imparável.                                                                                      |              |                                                                  |                           |                 |                     |

### Especial (2023)
| N.º geral | Título                 | Dirigido por   | Escrito por                  | Exibição original   |
| --- | ---------------------- | -------------- | ---------------------------- | ------------------- |
| 9 | "Invincible: Atom Eve" | Haylee Herrick | Helen Leigh e Robert Kirkman | 21 de julho de 2023 |
| Nesta prequel especial, Samantha "Eve Atômica" Wilkins descobre seus superpoderes quando criança - e deve lidar com sua própria origem sinistra ao descobrir uma família que nem sabia que tinha |                        |                |                              |                     |

### Temporada 2 (2023-24)
| N.º geral | N.º na temp. | Título | Dirigido por   | Escrito por    | Exibição original      |
| --- | ------------ | --- | -------------- | -------------- | ---------------------- |
| 10 | 1            | "A Lesson for Your Next Life" "(Uma lição para sua próxima vida)" (BR)                                                    | Sol Choi       | Simon Racioppa | 3 de novembro de 2023  |
| Após a traição de seu pai, Mark enfrenta dificuldades com suas responsabilidades como Invencível e encontra um inimigo inesperado.                                                               |              | |                |                |                        |
| 11 | 2            | "In About Six Hours, I Lose My Virginity to a Fish" "(Em cerca de seis horas, perco minha virgindade para um peixe)" (BR) | Ian Abando     | Matt Lambert   | 10 de novembro de 2023 |
| Mark e seus amigos estão de férias, mas os supervilões nunca descansam. Mark é forçado a enfrentar as consequências da vida dupla do Omni-Man.                                                   |              | |                |                |                        |
| 12 | 3            | "This Missive, This Machination!" "(Esta missiva, esta maquinação!)" (BR)                                                 | Tanner Johnson | Adria Lang     | 17 de novembro de 2023 |
| Mark começa a faculdade, Debbie enfrenta dificuldades com seu trauma pessoal, e Allen, o Alien descobre uma nova ameaça contra a Coalizão de Planetas ao voltar para casa.                       |              | |                |                |                        |
| 13 | 4            | "It's Been a While" "(Já faz um tempo)" (BR)                                                                              | Jason Zurek    | Helen Leigh    | 24 de novembro de 2023 |
| Mark atende a um chamado para salvar uma espécie alienígena, mas a missão tem consequências pessoais inesperadas.                                                                                |              | |                |                |                        |
| 14 | 5            | "This Must Come as a Shock" "(Isso deve ser um choque)" (BR)                                                              | Haylee Herrick | Helen Leigh    | 14 de março de 2024    |
| A casa dos Grayson fica de pernas para o ar quando Mark volta à Terra com novas responsabilidades surpreendentes. Os Guardiões Globais enfrentam perigos em casa e longe dela.                   |              | |                |                |                        |
| 15 | 6            | "It's Not That Simple" "(Não é tão simples)" (BR)                                                                         | Sol Choi       | Vivian Lee     | 21 de março de 2024    |
| Após duas missões desafiadoras, os Guardiões Globais não conseguem trabalhar em equipe. Enquanto isso, Mark tenta equilibrar seus deveres de herói, relações pessoais e seu futuro na faculdade. |              | |                |                |                        |
| 16 | 7            | "I'm Not Going Anywhere" "(Não vou a lugar nenhum)" (BR)                                                                  | Ian Abando     | Simon Racioppa | 28 de março de 2024    |
| Enquanto Mark tenta salvar sua vida pessoal, surge uma nova vilã que representa seu maior desafio até agora. Donald encara seu passado.                                                          |              | |                |                |                        |
| 17 | 8            | "I Thought You Were Stronger" "(Achei que você fosse mais forte)" (BR)                                                    | Tanner Johnson | Robert Kirkman | 4 de abril de 2024     |
| Um antigo inimigo ameaça tudo que Mark mais ama. |              | |                |                |                        |

### Temporada 3 (2025)
| N.º geral | N.º na temp. | Título                                                                           | Dirigido por   | Escrito por                   | Exibição original       |
| --- | ------------ | -------------------------------------------------------------------------------- | -------------- | ----------------------------- | ----------------------- |
| 18 | 1            | "You're Not Laughing Now" "(Vocês não estão mais rindo)" (BR)                    | Jason Zurek    | Simon Racioppa                | 5 de fevereiro de 2025  |
| Mark Grayson está de volta e mais forte do que nunca - com novos inimigos com sede de sangue e antigos vilões querendo vingança.                                      |              |                                                                                  |                |                               |                         |
| 19 | 2            | "A Deal with the Devil" "(Pacto com o Diabo)" (BR)                               | Haylee Herrick | Helen Leigh                   | 5 de fevereiro de 2025  |
| Mark se posiciona, sem imaginar as consequências para sua família, a ADG e até os Guardiões. Cecil recorda o passado e Eve toma uma decisão importante.               |              |                                                                                  |                |                               |                         |
| 20 | 3            | "You Want a Real Costume, Right?" "(Você quer um uniforme de verdade, né?)" (BR) | Sol Choi       | Jay Faerber                   | 5 de fevereiro de 2025  |
| Mark tem dificuldades para ensinar a Oliver o que significa ser super-herói. Debbie explora uma nova relação e dinâmica familiar.                                     |              |                                                                                  |                |                               |                         |
| 21 | 4            | "You Were My Hero" "(Você era meu herói)" (BR)                                   | Ian Abando     | Robert Kirkman                | 12 de fevereiro de 2025 |
| Dois estranhos pedem que Mark ajude com um vilão misterioso. Em outra parte da galáxia, Nolan tem uma crise de identidade e Allen encontra um novo aliado inesperado. |              |                                                                                  |                |                               |                         |
| 22 | 5            | "This Was Supposed to be Easy" "(Era para isso ser fácil)" (BR)                  | Tanner Johnson | Helen Shang                   | 19 de fevereiro de 2025 |
| Mark e Eve abrem um negócio e encontram um conhecido. Debbie teme que Oliver esteja crescendo rápido demais.                                                          |              |                                                                                  |                |                               |                         |
| 23 | 6            | "All I Can Say Is I'm Sorry" "(Só posso pedir desculpas)" (BR)                   | Jason Zurek    | Ross Stracke e Simon Racioppa | 26 de fevereiro de 2025 |
| Uma nova figura poderosa desafia a noção de Mark do que é certo e errado. Rae propõe uma grande decisão para Rex.                                                     |              |                                                                                  |                |                               |                         |
| 24 | 7            | "What Have I Done?" "(O que foi que eu fiz?)" (BR)                               | Haylee Herrick | Robert Kirkman                | 5 de março de 2025      |
| Os maiores heróis da Terra se unem para enfrentar uma ameaça inimaginável.                                                                                            |              |                                                                                  |                |                               |                         |
| 25 | 8            | "I Thought You'd Never Shut Up" "(Achei que nunca fosse calar a boca)" (BR)      | Sol Choi       | Robert Kirkman                | 12 de março de 2025     |
| Com o mundo ainda abalado, um perigoso estranho surge - testando Mark até o limite e além.                                                                            |              |                                                                                  |                |                               |                         |

## Produção

### Desenvolvimento
Em 19 de junho de 2018, foi anunciado que a Amazon  havia dado um pedido de série ao projeto para uma primeira temporada composta por oito episódios. Simon Racioppa atua como showrunner da série, baseada na história em quadrinhos de mesmo nome de Robert Kirkman, e também atua como produtor executivo ao lado de Kirkman, David Alpert e Catherine Winder. As produtoras envolvidas na série incluem Skybound.
Em janeiro de 2019, Steven Yeun, JK Simmons, Sandra Oh, Mark Hamill, Seth Rogen, Gillian Jacobs, Andrew Rannells, Zazie Beetz, Walton Goggins, Jason Mantzoukas, Mae Whitman, Chris Diamantopoulos, Malese Jow, Kevin Michael Richardson, Gray Griffin e Max Burkholder se juntou ao elenco da série.  Coincidentemente, Rogen está trabalhando em uma adaptação cinematográfica live-action dos quadrinhos, que é separada da série animada, como codiretor, escritor e produtor. Em 18 de julho de 2020, Robert Kirkman confirmou o elenco em um vídeo ao vivo no Twitter.
A segunda temporada ganhou data de estreia durante a San Diego Comic-Con 2023, além de um novo trailer que apresenta novos heróis e vilões. Os novos episódios chegaram ao Amazon Prime Video em 3 de novembro , com sua segunda parte sendo lançada em março do ano seguinte.
Em julho de 2024, a série foi renovada para uma quarta temporada.

### Trilha sonora

#### Lista de músicas
| N.º | Título                   | Performer(s)                                      | Duração |  |
| 1.  | "Broken Boy"             | Cage the Elephant                                 |         |  |
| 2.  | "Tom Tom"                | Holy Fuck                                         |         |  |
| 3.  | "Might Not Make It Home" | LPX                                               |         |  |
| 4.  | "Do Betta"               | Rayana Jay                                        |         |  |
| 5.  | "Rocket Fuel"            | DJ Shadow featuring De La Soul                    |         |  |
| 6.  | "Let It All Go"          | Rhodes and Birdy                                  |         |  |
| 7.  | "Chase Me"               | Danger Mouse featuring Run the Jewels and Big Boi |         |  |
| 8.  | "Sunflower"              | Vampire Weekend featuring Steve Lacy              |         |  |
| 9.  | "Don't Get Captured"     | Run the Jewels                                    |         |  |
| 10. | "Paradise"               | Bazzi                                             |         |  |

## Apresentação
Em 8 de outubro de 2020, durante um painel na New York Comic Con, o primeiro teaser trailer da série foi oficialmente lançado.  Em 22 de janeiro de 2021, durante uma transmissão ao vivo comemorando o 18º aniversário de Invincible # 1, Kirkman revelou que a série estrearia em 26 de março de 2021, com os três primeiros episódios. Os episódios restantes seriam lançados semanalmente a partir de então. Em 19 de fevereiro de 2021, o primeiro trailer completo da série foi lançado online.

## Recepção
A revisão agregador site Rotten Tomatoes reportou um índice de aprovação de 96%, com uma classificação média de 7,79 / 10, baseado em 53 avaliações. O consenso crítico do site diz: "Com animação ousada, ação sangrenta e um elenco de estrelas liderado pelo charmoso Steven Yeun, Invincible adapta inteligentemente seu material original sem sacrificar sua perspectiva diferenciada sobre o preço dos superpoderes."  Metacritic, que usa uma média ponderada, atribuiu uma pontuação de 73 em 100 com base em 16 críticos, indicando "avaliações geralmente favoráveis".